# Show Me How You Burlesque
Show Me How You Burlesque ist ein Lied der US-amerikanischen Sängerin Christina Aguilera aus ihrem Soundtrack-Album Burlesque, zum gleichnamigen Film. Das Lied wurde von Aguilera, Christopher Stewart und Claude Kelly geschrieben und von Tricky Stewart produziert. Am 19. November 2010 wurde es als Single veröffentlicht.

## Hintergrund
Im Frühjahr 2010 gelangte die Demo-Aufnahme mit dem Titel Spotlight ins Internet. Es wurde angenommen, dass das Lied auf Aguileras viertem Studioalbum Bionic erscheinen würde. RCA bestätigte auch, dass das Lied für Bionic gedacht sei. Letztlich war der Titel nicht auf dem Album enthalten. Später wurde er von Spotlight in Show Me How You Burlesque umbenannt und erschien auf dem Soundtrackalbum zum Film Burlesque.

## Liveauftritte
Aguilera sang das Lied im Finale von Dancing with the Stars und tanzte dabei mit anderen weiblichen und männlichen Back-Up-Tänzern. Alle trugen typische Burlesque-Kleider. Aufgrund des erotischen Auftritts, der sehr am Film orientiert war, sah sich Aguilera heftiger Kritik ausgesetzt.

## Kommerzieller Erfolg

### Chartplatzierungen
In den USA debütierte Show Me How Your Burlesque auf Platz 70 der Billboard Hot 100 und fiel eine Woche später aus den Charts. In Kanada erreichte die Single Platz 92. In Neuseeland debütierte die Single auf Platz 33 und erreichte anschließend Platz 8. In Australien debütierte die Single auf Platz 29. In Deutschland debütierte Show Me How Your Burlesque auf Platz 89 der Singlecharts und fiel eine Woche später aus den Charts. In der Schweiz debütierte Show Me How You Burlesque auf Platz 26 der Schweizer Hitparade und fiel nach fünf Wochen aus den Charts.
| ChartsChartplatzierungen       | Höchstplatzierung | Wochen |
| ------------------------------ | ----------------- | ------ |
| Deutschland (GfK)              | 89 (1 Wo.)        | 1      |
| Schweiz (IFPI)                 | 26 (5 Wo.)        | 5      |
| Vereinigte Staaten (Billboard) | 70 (1 Wo.)        | 1      |

### Auszeichnungen für Musikverkäufe
| Land/Region                  | Auszeichnungen für Musikverkäufe (Land/Region, Auszeichnung, Verkäufe) | Verkäufe |
| ---------------------------- | ---------------------------------------------------------------------- | -------- |
| Vereinigtes Königreich (BPI) | Silber                                                                 | 200.000  |
| Insgesamt                    | 1× Silber ·                                                            | 200.000  |

Hauptartikel: Christina Aguilera/Auszeichnungen für Musikverkäufe